# Fluminimaggiore
Fluminimaggiore (sardisk: Frùmini Majòri) er en by og en kommune (comune) i provinsen Sud Sardegna i regionen Sardinien i Italien. Byen ligger i 63 meters højde og har 2.882 indbyggere (2016). Kommunen har et areal på 108,18 km² og grænser op til kommunerne Arbus, Buggerru, Gonnosfanadiga og Iglesias.